# Miglena Taczewa
Miglena Janakiewa Taczewa (bułg. Миглена Янакиева Тачева, ur. 24 maja 1960 w Prowadii, w obwodzie Warna) – bułgarska prawnik i działaczka państwowa, związana z Narodowym Ruchem na rzecz Stabilności i Postępu, wiceminister sprawiedliwości w rządzie Symeona II (2001–2005) oraz minister sprawiedliwości w gabinecie Sergeja Staniszewa (2007–2009).

## Życiorys
Jest absolwentką Wydziału Prawa na Uniwersytecie św. Klemensa z Ochrydy w Sofii (1979–1984). W 1985 roku rozpoczęła praktykę sędziowską w sądzie w Warnie. W latach 90. zajmowała się także pracą naukową oraz dydaktyczną.
Od 14 czerwca 2001 do 17 sierpnia 2005 roku była wiceministrem sprawiedliwości w rządzie Symeona II.
18 lipca 2007 roku po niespodziewanej dymisji Georgiego Petkanowa objęła stanowisko ministra sprawiedliwości w gabinecie Sergeja Staniszewa. W czerwcu 2009 roku jej nazwisko często pojawiało się w polskich mediach w związku ze sprawą dziecka Polki i Bułgara, które, chociaż prawomocną decyzją sądu powinno zostać przekazane matce, było siłą przetrzymywane przez ojca w Asenowgradzie. Taczewa zapowiedziała wtedy, że jest gotowa podać się do dymisji.
Mówi po angielsku i rosyjsku.